# Elodes chrysosomes
Elodes chrysosomes là một loài bọ cánh cứng trong họ Scirtidae. Loài này được Abeille miêu tả khoa học năm 1872.